# إيموجن بايرون
إيموجن بايرون (بالإنجليزية: Imogen Byron)‏ هي ممثلة بريطانية، ولدت في 8 مارس 1996 في لندن في المملكة المتحدة.

## وصلات خارجية
- إيموجن بايرون على موقع IMDb (الإنجليزية)
- إيموجن بايرون على موقع قاعدة بيانات الفيلم (الإنجليزية)